# Virginia Madsen
Pour les articles homonymes, voir Madsen.
Virginia Madsen est une actrice américaine, née le 11 septembre 1961 à Chicago, dans l'Illinois.
Elle est la sœur de l'acteur Michael Madsen.

## Biographie

### Jeunesse et formation
Virginia Gayle Madsen naît le 11 septembre 1961 à Chicago, dans l'Illinois. Elle est la fille d'Elaine Melson, poète, productrice et dramaturge qui travaille souvent pour le réseau de télévision PBS, et de Calvin Madsen, pompier. Elle a un frère, Michael Madsen, qui est également acteur. Ses grands-parents paternels sont d'origine danoise, et sa mère d'origine irlandaise.
Jeune, elle assiste à des cours à l'université de New Trier High (en), à Winnetka (Illinois), d'où elle est diplômée.

### Carrière
En 1983, Virginia Madsen commence sa carrière d'actrice au grand écran avec Class de Lewis John Carlino, dans le rôle de Lisa.
En 1984, elle apparaît en tant que violoncelliste nommée Madeline Robistat dans la comédie fantastique La Belle et l'Ordinateur (Electric Dreams) de Steve Barron. Même année, elle devient la princesse Irulan dans le film de science-fiction Dune de David Lynch. Elle passe pour la première fois à la télévision : elle joue Lou Ellen « Ellie » Purdy dans un épisode de la série télévisée American Playhouse (en).
En 1985, elle devient Marion Davies, épouse de l'homme d'affaires William Randolph Hearst — personnage interprété par Robert Mitchum, en plein début du 20e siècle, dans le téléfilm biographique Le Scandale Hearst (The Hearst and Davies Affair) de David Lowell Rich.
En 1986, elle connaît un petit succès auprès du public dans le film romantique Fire with Fire de Duncan Gibbins, où elle interprète une lycéenne à l'école catholique pour filles qui est sous le charme d'un jeune prisonnier.
En 1989, elle apparaît dans trois épisodes de la cinquième saison de la série Clair de lune (Moonlighting), dans le rôle de Lorraine Anne « Annie » Charnock, auprès de Cybill Shepherd et de Bruce Willis.
En 1992, elle interprète une étudiante mariée, dans le film d'horreur Candyman de Bernard Rose, qui défend la présence d'un homme effrayant apparaissant juste après avoir prononcé cinq fois son nom devant un miroir.
En 1997, elle apparaît dans un petit rôle dans L'Idéaliste (The Rainmaker) de Francis Ford Coppola, aux côtés de Matt Damon et Claire Danes. Le journaliste et critique Roger Ebert souligne qu'elle a une « scène forte » (« strong scene »), et James Berardinelli note que « les acteurs secondaires sont forts, y compris… Virginia Madsen dans le rôle du témoin du plaignant » (« the supporting cast is solid, with turns from… Virginia Madsen as a witness for the plaintiff »).
En 1998, elle participe aux quatre épisodes de la série Frasier.
En 2004, elle est aux côtés de Paul Giamatti, Thomas Haden Church et Sandra Oh dans Sideways d'Alexander Payne, sur le thème du vin et culture.

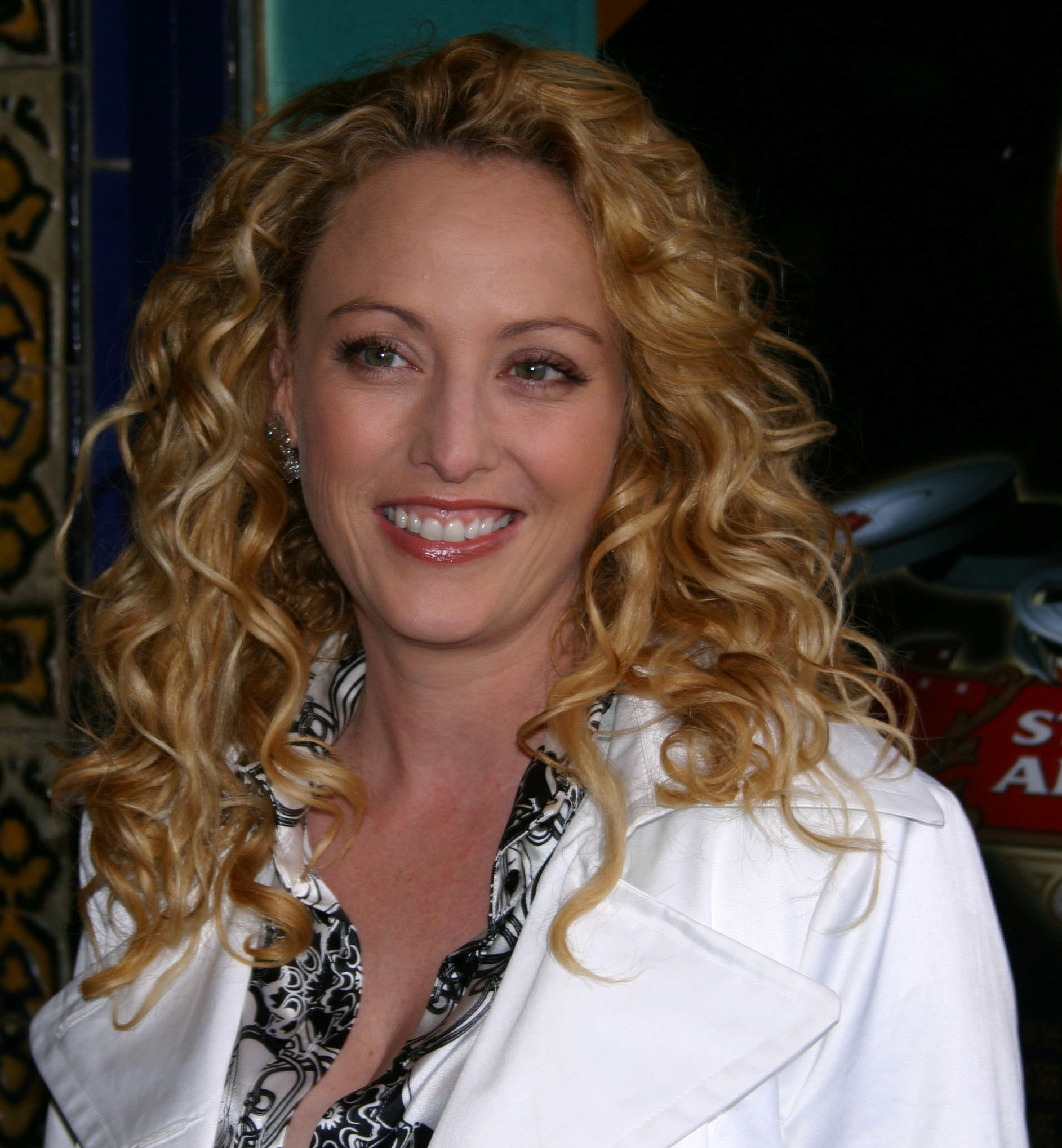
Virginia Madsen lors du Festival du film de San Francisco, en mai 2006.

En 2006, elle tient le rôle de Beth Stanfield, en otage avec ses deux enfants par un dangereux criminel (Paul Bettany), qui attend à être sauvée par son mari (Harrison Ford), responsable de la sécurité informatique d'une grande banque, dans le thriller Firewall de Richard Loncraine.
En 2009, elle fait partie de la famille qui aménage dans une charmante maison victorienne sans savoir que c'est un ancien dépôt mortuaire dans le film d'horreur Le Dernier Rite (The Haunting in Connecticut) de Peter Cornwell.
En 2016, elle décroche le rôle de Kimble Hookstraten dans la série Designated Survivor, jusqu'en 2017.
En 2019, elle rentre dans l'univers DC Comics pour la série de super-héros horrifique Swamp Thing, où elle interprète Maria Sunderland, l'épouse d'Avery Sunderland.

### Vie privée
En 1989, Virginia Madsen se marie à l'acteur et réalisateur Danny Huston, après leur rencontre sur le tournage de Mr. North (1988). Ils divorcent en 1992.
De 1993 à 1998, elle a une liaison avec l'acteur Antonio Sabàto, Jr., avec qui elle a un fils, Zack Sabato.

## Filmographie

### Cinéma

#### Longs métrages
- 1983 : Class de Lewis John Carlino : Lisa
- 1984 : La Belle et l'Ordinateur (Electric Dreams) de Steve Barron : Madeline Robistat
- 1984 : Dune de David Lynch : la princesse Irulan
- 1985 : Creator d'Ivan Passer : Barbara Spencer
- 1986 : Fire with Fire de Duncan Gibbins : Lisa Taylor
- 1986 : Modern Girls (en) de Jerry Kramer : Kelly
- 1987 : Slam Dance de Wayne Wang : Yolanda Caldwell, née Nancy Barron
- 1987 : Zombie High (en) de Ron Link : Andrea
- 1988 : Mr. North de Danny Huston : Sally Boffin
- 1988 : Parole de cheval (Hot to Trot) de Michael Dinner : Allison Rowe
- 1989 : Les Années copain (Heart of Dixie) de Martin Davidson : Delia June Curry
- 1990 : Hot Spot (The Hot Spot) de Dennis Hopper : Dolly Harshaw
- 1991 : Highlander, le retour (Highlander II: The Quickening) de Russell Mulcahy : Louise Marcus
- 1991 : Devenir Colette (Becoming Colette) de Danny Huston : Polaire
- 1992 : Candyman de Bernard Rose : Helen Lyle
- 1994 : Liaison trouble (en) (Caroline at Midnight) de Scott McGinnis : Susan Prince
- 1994 : Sous le signe du tigre (en) (Blue Tiger) de Norberto Barba : Gina Hayes
- 1995 : The Prophecy de Gregory Widen : Katherine Henley
- 1996 : Just Your Luck de Gary Auerbach : Kim (vidéo)
- 1996 : Les Fantômes du passé (Ghosts of Mississippi) de Rob Reiner : Dixie DeLaughter
- 1997 : L'Idéaliste (The Rainmaker) de Francis Ford Coppola : Jackie Lemancyzk
- 1998 : Embuscade (Ambushed) d'Ernest R. Dickerson : Lucy Monroe
- 1999 : The Florentine (en) de Nick Stagliano : Molly
- 1999 : Ballad of the Nightingale (it) de Guy Greville-Morris : Mo Lewis
- 1999 : Hantise (The Haunting) de Jan de Bont : Jane
- 2000 : After Sex de Cameron Thor : Traci
- 2000 : Fatal (en)(Lying in Wait) de D. Shone Kirkpatrick : Vera Miller
- 2001 : Almost Salinas de Terry Green : Clare
- 2001 : Full Disclosure (en) de John Bradshaw : Brenda Hopkins (vidéo)
- 2002 : American Gun (en) d'Alan Jacobs : Penny Tillman
- 2003 : Artworks (en) de Jim Amatulli : Emma Becker
- 2003 : Nobody Knows Anything! de William Tannen : l'avocate
- 2004 : Sideways d'Alexander Payne : Maya
- 2005 : Scooby-Doo au pays des pharaons (Scooby-Doo in Where's My Mummy?) de Joe Sichta : Cléopâtre  (voix ; vidéo)
- 2005 : Stuart Little 3 (Stuart Little 3: Call of the Wild) d'Audu Paden : la bête (voix ; vidéo)
- 2006 : Firewall de Richard Loncraine : Beth Stanfield
- 2006 : The Last Show (A Prairie Home Companion) de Robert Altman : la femme dangereuse
- 2006 : The Astronaut Farmer de Michael Polish : Audrey « Audie » Farmer
- 2007 : Le Nombre 23 (The Number 23) de Joel Schumacher : Agatha Sparrow / Fabrizia
- 2007 : Ripple Effect de Philippe Caland : Sherry
- 2008 : Diminished Capacity de Terry Kinney : Charlotte
- 2009 : Wonder Woman de Lauren Montgomery : Hippolyta (voix ; vidéo)
- 2009 : Le Dernier Rite (The Haunting in Connecticut) de Peter Cornwell : Sara Campbell
- 2010 : Father of Invention de Trent Cooper : Lorraine
- 2011 : Le Chaperon rouge (Red Riding Hood) de Catherine Hardwicke : Suzette
- 2012 : Un été magique (The Magic of Belle Isle) de Rob Reiner : Charlotte O'Neil
- 2013 : The Last Keepers (en) de Maggie Greenwald : Abigail Carver
- 2013 : The Hot Flashes (en) de Susan Seidelman : Clementine Winks
- 2013 : Crazy Kind of Love (en) de Sarah Siegel-Magness : Augusta Iris
- 2013 : Jake Squared (en) de Howard Goldberg : Beth
- 2014 : All the Wilderness de Michael James Johnson : Abigail Charm
- 2015 : Walter d'Anna Mastro : Karen
- 2015 : Dead Rising de Zach Lipovsky : Maggie
- 2015 : Grace, la meilleure pâtissière (Grace Stirs Up Success) de Vince Marcello : Mme Thomas
- 2015 : Burning Bodhi de Matthew McDuffie : Naomi
- 2015 : Joy de David O. Russell : Terry
- 2016 : Burn Your Maps de Jordan Roberts : Victoria
- 2016 : Watch Out (Better Watch Out) de Chris Peckover : Deirdre Lerner
- 2017 : A Change of Heart de Kenny Ortega : Deena
- 2018 : 1985 de Yen Tan : Eileen
- 2018 : Her Smell d'Alex Ross Perry : Ania Adamczyk
- 2018 : Spare Room de Jenica Bergere : Nat
- 2020 : Un Noël tombé du ciel (Operation Christmas Drop) de Martin Wood : la congressiste Bradford
- 2021 : Candyman de Nia DaCosta : Helen Lyle (voix)
- 2022 : La Proie du diable (The Devil's Light) de Daniel Stamm : Dr Peters

#### Courts métrages
- 2007 : Cutlass de Kate Hudson : Robin
- 2011 : Marriage Drama de Joe Burke : Virginia / Linda

### Télévision

#### Téléfilms
- 1985 : Le Scandale Hearst (The Hearst and Davies Affair) de David Lowell Rich : Marion Davies
- 1987 : La Rage de la victoire (en) (Long Gone) de Martin Davidson : Dixie Lee Boxx
- 1988 : Gotham (en) de Lloyd Fonvielle : Rachel Carlyle
- 1989 : Séduction rapprochée (en) (Third Degree Burn) de Roger Spottiswoode : Anne Scholes
- 1991 : Ironclads de Delbert Mann : Betty Stuart
- 1991 : Le Piège du désir (en) (Victim of Love) de Jerry London : Carla Simmons
- 1991 : Face au crime (Love Kills) de Brian Grant : Rebecca Bishop
- 1992 : Relation dangereuse (A Murderous Affair: The Carolyn Warmus Story) de Martin Davidson : Carolyn Warmus (en)
- 1993 : Linda (en) de Nathaniel Gutman : Linda Cowley
- 1994 : Amère vengeance (Bitter Vengeance) de Stuart Cooper : Annie Westford
- 1997 : The Apocalypse Watch de Kevin Connor : Karin De Vries
- 2000 : Un monde à part (Children of Fortune) de Sheldon Larry : Ingrid Bast
- 2000 : The Inspector General d'Arvin Brown
- 2001 : Crossfire Trail de Simon Wincer : Anne Rodney
- 2001 : Une famille meurtrie (Just Ask My Children) d'Arvin Brown : Brenda Kniffen
- 2003 : Une dernière volonté (Tempted) de Maggie Greenwald : Emma Burke
- 2004 : Un rêve à l'épreuve (Brave New Girl) de Bobby Roth : Wanda Lovell
- 2012 : Meurtres à Charlotte (Hornet's Nest) de Millicent Shelton : Judy Hammer
- 2013 : Anna Nicole : Star déchue (Anna Nicole) de Mary Harron : Virgie Arthur
- 2013 : Hatfields & McCoys de Michael Mayer : Eloise McCoy
- 2014 : Babylon Fields de Michael Cuesta
- 2015 : L'Enfant du lac (Lost Boy) de Tara Miele : Laura Harris

#### Série télévisées
- 1984 : American Playhouse (en) : Lou Ellen « Ellie » Purdy (saison 4, épisode 2 : A Matter of Principle)
- 1985 : Mussolini: The Untold Story : Claretta Petacci (mini-série ; 3 épisodes)
- 1987 : Le Voyageur (The Hitchhiker) : Christina (saison 4, épisode 1 : Perfect Order)
- 1989 : Clair de lune (Moonlighting) : Lorraine Anne « Annie » Charnock (3 épisodes)
- 1994 : Earth 2 : la partenaire de danse d'Alonzo Solace (non créditée ; saison 2, épisode 9 : Mutation (The Church of Morgan))
- 1998 : Star Trek: Voyager : Kellin (saison 4, épisode 22 : Inoubliable)
- 1999 : Frasier : Cassandra Stone (4 épisodes)
- 2001 : The Practice : Bobby Donnell et Associés (The Practice) : Marsha Ellison (2 épisodes)
- 2002-2003 : Mes plus belles années (American Dreams) : Rebecca Sandstrom (14 épisodes)
- 2002 : La Ligue des justiciers (Justice League Unlimited) : Dr Sarah Corwin (2 épisodes)
- 2003 : Dawson (Dawson's Creek) : Maddy Allan (2 épisodes)
- 2003 : Spider-Man : Les Nouvelles Aventures (Spider-Man: The New Animated Series) : Silver Sable (voix ; 2 épisodes)
- 2003 : Les Experts : Miami (CSI: Miami) (saison 2, épisode 4 : Dans les Mailles du Filet (Death Grip)) : Krista Walker
- 2003 : Boomtown : Erika Ashland (saison 2, épisode 6 : Le Rôle de sa vie (The Big Picture))
- 2005 : Teen Titans : Les Jeunes Titans (Teen Titans) : Arella (voix ; saison 7, épisode 4 : La Prophétie (The Prophecy))
- 2005 : La Ligue des justiciers (Justice League Unlimited) : Veronica Sinclair (voix ; saison 2, épisode 1 : The Cat and the Canary)
- 2006 : La Ligue des justiciers (Justice League Unlimited) : Veronica Sinclair (voix ; saison 3, épisode 9 : Grudge Match)
- 2006-2007 : Dossier Smith (Smith) : Hope Stevens (7 épisodes)
- 2009 : Monk : T.K. Jensen (3 épisodes)
- 2010 : Scoundrels : Cheryl West (8 épisodes)
- 2011 : The Event : la sénateur Catherine Lewis (4 épisodes)
- 2012 : Jan : Mel (9 épisodes)
- 2012 : Hell on Wheels : L'Enfer de l'Ouest (Hell on Wheels) : Hannah Durant  (4 épisodes)
- 2012 : Ruth and Erica : Mel (saison 1, épisode 9 : September)
- 2013 : Susanna : Mel (saison 1, épisode 12)
- 2013 : Witches of East End : Penelope Gardiner (8 épisodes)
- 2013 : Hatfields and McCoys : Eloise McCoy (mini-série)
- 2015 : New York, unité spéciale (Law and Order: Special Victims Unit) : Beth Ann Rollins (saison 17, épisode 6 : Maternal Instincts)
- 2016 : American Gothic : Madeline Hawthorne (13 épisodes)
- 2016-2017 : Designated Survivor : Kimble Hookstraten (15 épisodes)
- 2016-2019 : Elementary : Paige (3 épisodes)
- 2017 : Voltron, le défenseur légendaire (Voltron: Legendary Defender) : la commandant Heera (voix ; saison 3, épisode 4 : Hole in the Sky)
- 2018 : La Vérité sur l'affaire Harry Quebert (The Truth About the Harry Quebert Affair) : Tamara Quinn (mini-série ; 10 épisodes)
- 2019 : Swamp Thing : Maria Sunderland (10 épisodes)

## Voix francophones
En France, Martine Irzenski est la voix régulière de Virginia Madsen depuis 1984.
En France
| - Martine Irzenski dans : - La Belle et l'Ordinateur - New York, unité spéciale (série télévisée) - Boomtown (série télévisée) - Dossier Smith (série télévisée) - Hell on Wheels : L'Enfer de l'Ouest (série télévisée) - Elementary (série télévisée) - Anna Nicole : Star déchue (série télévisée) - Witches of East End (série télévisée) - Grace Stirs Up Success (en) - Joy - Dead Rising - American Gothic (série télévisée) - Designated Survivor (série télévisée) - Swamp Thing (série télévisée) - Déborah Perret dans : - Zombie High (en) - Le Nombre 23 - Meurtres à Charlotte (téléfilm) - L'Enfant du lac (téléfilm) | - Céline Monsarrat dans : - La Rage de la victoire (en) (téléfilm) - The Event (série télévisée) - Michèle Buzynski dans : - Hot Spot - Just Your Luck - Véronique Augereau dans : - Blue Tiger (en) - The Prophecy - Emmanuèle Bondeville dans : - Firewall - Le Chaperon rouge - Micky Sébastian dans : - Une dernière volonté (téléfilm) - Embuscade Et aussi - Jeanine Forney dans Class - Évelyn Séléna dans Dune - Anne Jolivet dans Highlander, le retour - Annie Balestra dans Candyman - Catherine Hamilty dans Les Fantômes du passé - Juliette Degenne dans Une famille meurtrie (téléfilm) - Léa Gabriele dans Sideways - Anne Deleuze dans The Last Show - Catherine Davenier dans Monk (série télévisée) - Nikie Lescot dans Un Noël tombé du ciel - Françoise Cadol dans La Proie du diable |

## Distinctions

### Récompenses
- 1992 : Fangoria Chainsaw Awards de la meilleure actrice dans un thriller horrifique pour Candyman (1992).
- Saturn Awards 1993 : Meilleure actrice dans un thriller horrifique pour Candyman (1992).
- 1993 : Festival international du film fantastique d'Avoriaz de la meilleure actrice dans un thriller horrifique pour Candyman (1992).
- 1996 : Fangoria Chainsaw Awards de la meilleure actrice dans un second rôle dans un drame d'action pour The Prophecy (1995).
- Western Heritage Awards 2002 : Lauréate du Prix Bronze Wrangler du meilleur long métrage pour Crossfire Trail (2001) partagée avec Michael Brandman (Producteur exécutif), Tom Selleck (Producteur exécutif/Acteur), Thomas John Kane (Producteur), Steven J. Brandman (Producteur), Simon Wincer (Réalisateur) et Charles Robert Carner (Scénariste).
- 2003 : California Independent Film Festival de la meilleure actrice dans un drame romantique pour Artworks (en) (2003).
- 2004 : Awards Circuit Community Awards de la meilleure distribution dans un drame romantique pour Sideways (2004) partagée avec Paul Giamatti, Thomas Haden Church et Sandra Oh
- 25e cérémonie des Boston Society of Film Critics Awards 2004 : Meilleure distribution dans un drame romantique pour Sideways (2004) partagée avec Paul Giamatti, Thomas Haden Church et Sandra Oh
- 16e cérémonie des Chicago Film Critics Association Awards 2004 : Meilleure actrice dans un drame romantique pour Sideways (2004).
- 30e cérémonie des Los Angeles Film Critics Association Awards 2004 : Meilleure actrice dans un second rôle dans un drame romantique pour Sideways (2004).
- 70e cérémonie des New York Film Critics Circle Awards 2004 : Meilleure actrice dans un second rôle dans un drame romantique pour Sideways (2004).
- 2004 : Phoenix Film Critics Society Awards de la meilleure distribution dans un drame romantique pour Sideways (2004) partagée avec Paul Giamatti, Thomas Haden Church et Sandra Oh
- 2004 : San Francisco Film Critics Circle Awards de la meilleure actrice dans un second rôle dans un drame romantique pour Sideways (2004).
- 2004 : Seattle Film Critics Awards de la meilleure actrice dans un second rôle dans un drame romantique pour Sideways (2004).
- 2004 : Southeastern Film Critics Association Awards de la meilleure actrice dans un second rôle dans un drame romantique pour Sideways (2004).
- 2004 : Toronto Film Critics Association Awards de la meilleure actrice dans un second rôle dans un drame romantique pour Sideways (2004).
- 10e cérémonie des Critics' Choice Movie Awards 2005 :
  - Meilleure distribution dans un drame romantique pour Sideways (2004) partagée avec Paul Giamatti, Thomas Haden Church et Sandra Oh
  - Meilleure actrice dans un second rôle dans un drame romantique pour Sideways (2004).
- 11e cérémonie des Chlotrudis Awards 2005 : Meilleure actrice dans un second rôle dans un drame romantique pour Sideways (2004).
- 2005 : Dallas-Fort Worth Film Critics Association Awards de la meilleure actrice dans un second rôle dans un drame romantique pour Sideways (2004).
- 2005 : Independent Spirit Awards de la meilleure actrice dans un second rôle dans un drame romantique pour Sideways (2004).
- 2005 : Iowa Film Critics Awards de la meilleure actrice dans un second rôle dans un drame romantique pour Sideways (2004).
- 39e cérémonie des National Society of Film Critics Awards 2005 : Meilleure actrice dans un second rôle dans un drame romantique pour Sideways (2004).
- 11e cérémonie des Screen Actors Guild Awards 2005 : Meilleure distribution dans un drame romantique pour Sideways (2004) partagée avec Paul Giamatti, Thomas Haden Church et Sandra Oh.
- 2005 : Vancouver Film Critics Circle Awards de la meilleure actrice dans un second rôle dans un drame romantique pour Sideways (2004).
- LA Femme International Film Festival 2010 : Lauréate du Prix Visionary.
- Baja International Film Festival 2012 : Lauréate du Prix Tribute de la meilleure actrice.
- 2014 : Downtown Film Festival Los Angeles de la meilleure actrice dans une comédie dramatique pour Jake Squared (2013).

### Nominations
- 1988 : CableACE Awards de la meilleure actrice dans une série télévisée dramatique pour Le Voyageur (The Hitchhiker') (1983).
- 1988 : CableACE Awards de la meilleure actrice dans une mini-série où un téléfilm pour La Rage de la victoire (en) (Long Gone) (1987).
- 1989 : CableACE Awards de la meilleure actrice dans une mini-série pour Gotham (1988).
- 1996 : Awards Circuit Community Awards de la meilleure actrice dans un second rôle dans un drame romantique pour Sideways (2004).
- 2004 : Awards Circuit Community Awards de la meilleure distribution dans un drame historique pour Les Fantômes du passé (Ghosts of Mississippi) (1996) partagée avec Alec Baldwin, Whoopi Goldberg, James Woods, Craig T. Nelson, Lucas Black, William H. Macy et Susanna Thompson.
- 2004 : Golden Schmoes Awards de la meilleure actrice de l'année dans un second rôle dans un drame romantique pour Sideways (2004).
- 2004 : Utah Film Critics Association Awards de la meilleure actrice dans un second rôle dans un drame romantique pour Sideways (2004).
- 2004 : Village Voice Film Poll de la meilleure actrice dans un second rôle dans un drame romantique pour Sideways (2004).
- 2004 : Washington DC Area Film Critics Association Awards de la meilleure actrice dans un second rôle dans un drame romantique pour Sideways (2004).
- 2005 : Central Ohio Film Critics Association Awards de la meilleure distribution dans un drame romantique pour Sideways (2004) partagée avec Paul Giamatti, Thomas Haden Church et Sandra Oh.
- 2005 : Gold Derby Awards de la meilleure distribution dans un drame romantique pour Sideways (2004) partagée avec Paul Giamatti, Thomas Haden Church et Sandra Oh.
- 2005 : Gold Derby Awards de la meilleure actrice dans un second rôle dans un drame romantique pour Sideways (2004).
- 62e cérémonie des Golden Globes 2005 : Meilleure actrice dans un second rôle dans un drame romantique pour Sideways (2004).
- 2005 : International Online Cinema Awards de la meilleure actrice dans un second rôle dans un drame romantique pour Sideways (2004).
- 2005 : Online Film & Television Association Awards de la meilleure actrice dans un second rôle dans un drame romantique pour Sideways (2004).
- 2005 : Online Film Critics Society Awards de la meilleure actrice dans un second rôle dans un drame romantique pour Sideways (2004).
- 77e cérémonie des Oscars 2005 : Meilleure actrice dans un second rôle dans un drame romantique pour Sideways (2004).
- 10e cérémonie des Satellite Awards 2005 : Meilleure actrice dans un second rôle dans un drame romantique pour Sideways (2004).
- 11e cérémonie des Screen Actors Guild Awards 2005 : Meilleure actrice dans un second rôle dans un drame romantique pour Sideways (2004).
- 2006 : Gotham Independent Film Awards de la meilleure distribution de l'année pour The Last Show (2007) partagée avec Woody Harrelson, Tommy Lee Jones, Garrison Keillor, Kevin Kline, Lindsay Lohan, John C. Reilly, Maya Rudolph, Meryl Streep, Lily Tomlin, L.Q. Jones, Sue Scott et Tim Russell.
- 12e cérémonie des Critics' Choice Movie Awards 2007 : Meilleure distribution pour The Last Show (2006) partagée avec Lindsay Lohan, Meryl Streep, Tommy Lee Jones, Maya Rudolph, Lily Tomlin, Kevin Kline, Garrison Keillor, Woody Harrelson et John C. Reilly.
- 2007 : Gold Derby Awards de la meilleure distribution de l'année pour The Last Show (2006) partagée avec Woody Harrelson, L.Q. Jones, Tommy Lee Jones, Garrison Keillor, Kevin Kline, Lindsay Lohan, John C. Reilly, Maya Rudolph, Meryl Streep et Lily Tomlin.
- 2010 : Fangoria Chainsaw Awards de la meilleure actrice dans un drame d'horreur pour Le Dernier Rite (The Haunting in Connecticut) (2009).
- 2022 : FilmQuest de la meilleure distribution dans une comédie d'horreur pour Give Me an A (2022) partagée avec Alyssa Milano, Gina Torres, Jennifer Holland, Milana Vayntrub, Sean Gunn, Molly C. Quinn, Matthew Jason George, Jackie Tohn et Rylee Altenburg.